# Caapucú
Caapucú – miasto w departamencie Paraguarí, w Paragwaju. Według danych na rok 2020 miasto zamieszkiwało 8524 osoby, a gęstość zaludnienia wyniosła 3,4 os./km².

## Demografia
Ludność historyczna:
| Rok                         | 2000 | 2005 | 2010 | 2015 | 2020 |
| --------------------------- | ---- | ---- | ---- | ---- | ---- |
| Ludność                     | 7677 | 7872 | 8067 | 8287 | 8524 |
| Gęstość zaludnienia os./km² | 3,08 | 3,1  | 3,2  | 3,3  | 3,4  |

Ludność według grup wiekowych na rok 2020:

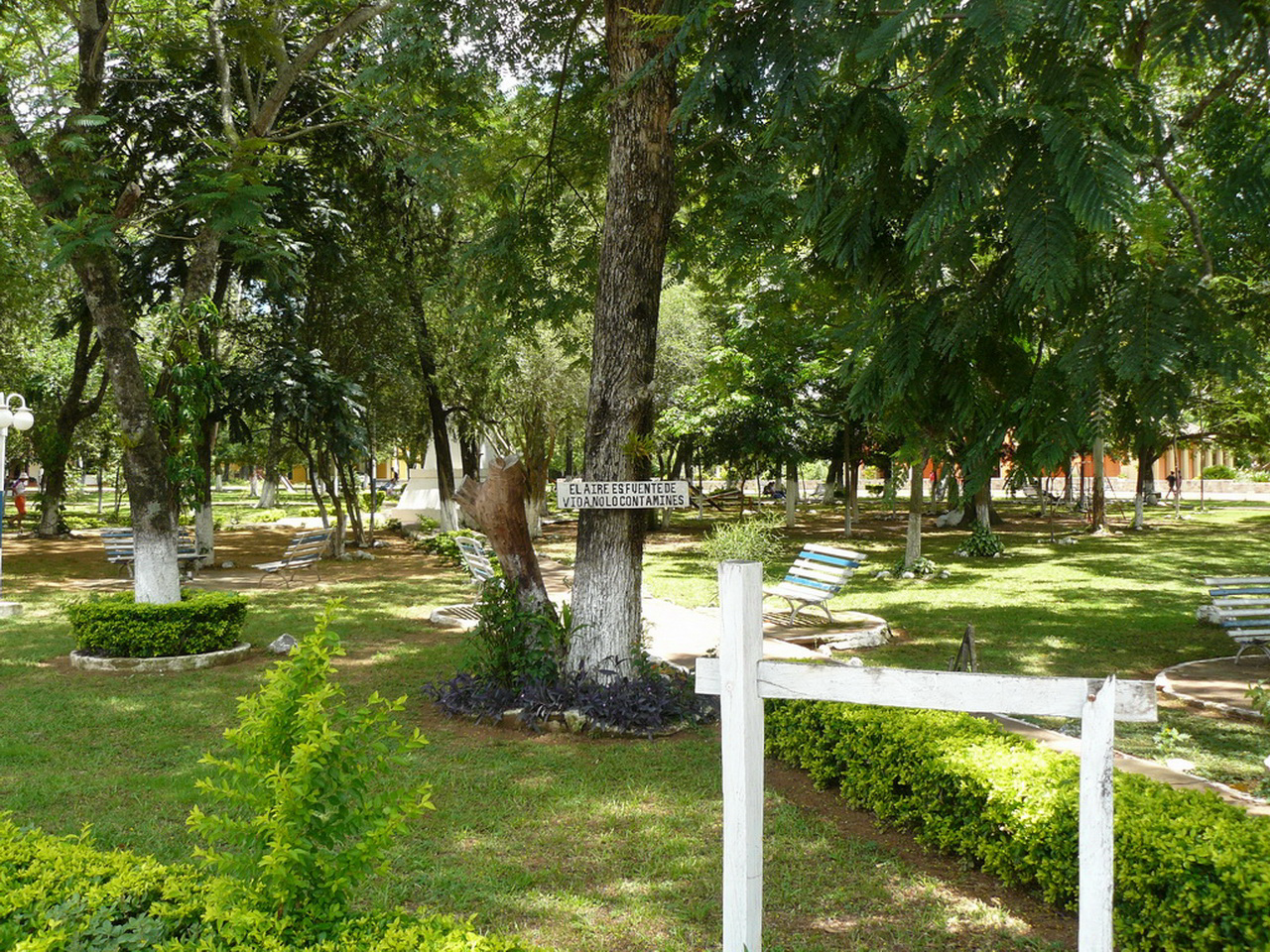
Główny plac w Caapucú

| Wiek                                | 0–9 lat | 10–19 lat | 20–29 lat | 30–39 lat | 40–49 lat | 50–59 lat | 60–69 lat | 70–79 lat | 80+ lat |
| ----------------------------------- | ------- | --------- | --------- | --------- | --------- | --------- | --------- | --------- | ------- |
| Liczba osób w danej grupie wiekowej | 1502    | 1526      | 1470      | 1294      | 823       | 741       | 617       | 359       | 193     |

Struktura płci na rok 2020:
| Płeć                         | Mężczyźni | Kobiety |
| ---------------------------- | --------- | ------- |
| Liczba osób w danej płci     | 4488      | 4036    |
| Liczba osób w danej płci w % | 52,7      | 47,3    |

## Infrastruktura
Przez miasto przebiega Droga krajowa PY01, która łączy Caapucú z Asunción.